# Lipica, Škofja Loka
Lipica este o localitate din comuna Škofja Loka, Slovenia, cu o populație de 37 de locuitori.